# Blue Action Fund

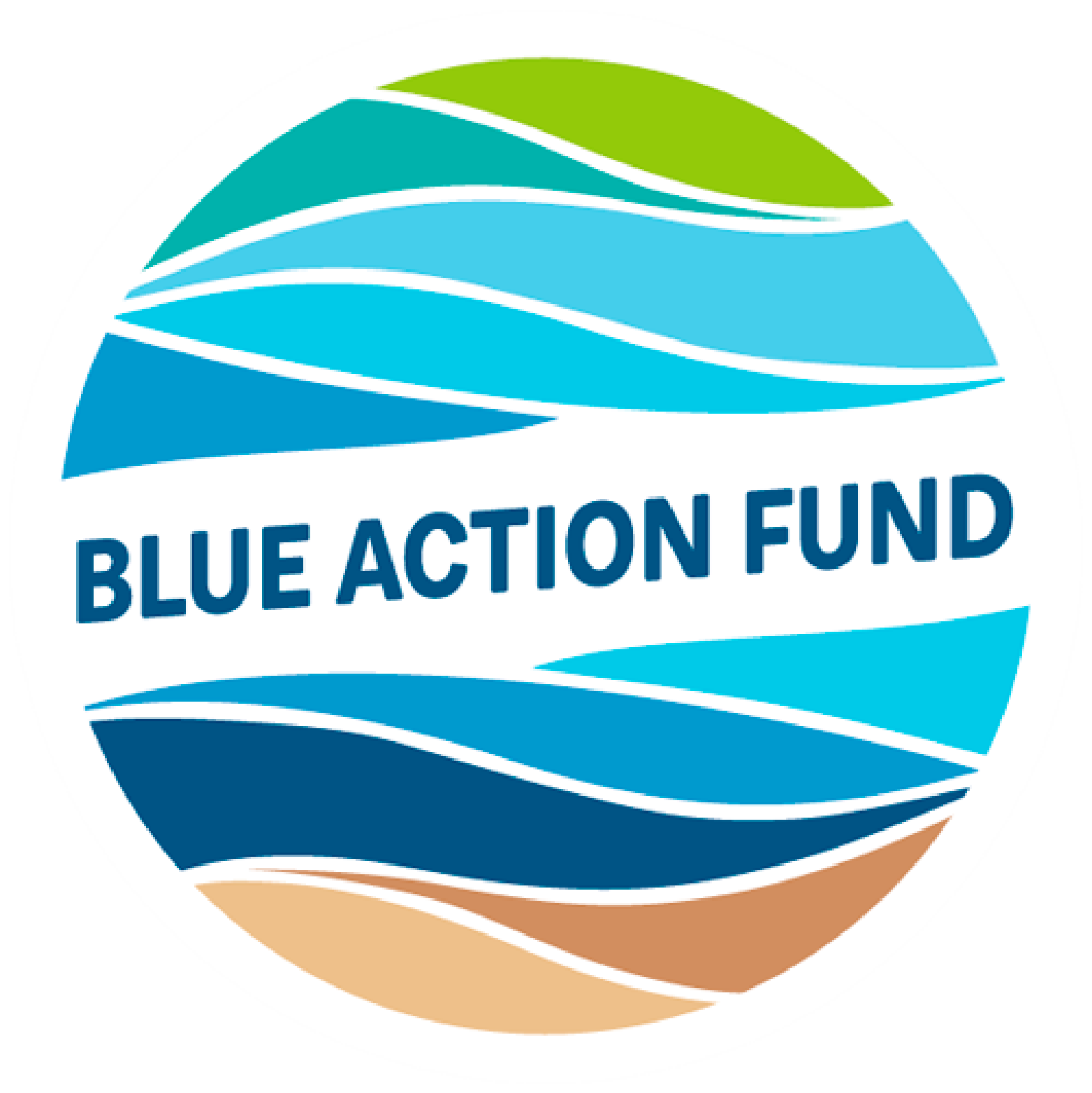
Blue Action Fund Logo

Der Blue Action Fund ist eine Stiftung zum Schutz der Meere und Küsten mit Sitz in Frankfurt am Main. Geförderte Projekte sollen insbesondere zum Nachhaltigkeitsziel 14 der Vereinten Nationen sowie zum Aichi-Ziel 11 für den weltweiten Biodiversitätsschutz beitragen.

## Tätigkeitsfelder
Laut Selbstzweck soll die Arbeit des Blue Action Funds der „Intensivierung des Küsten- und Meeresschutzes in Entwicklungsländern“ dienen. Dabei soll die Stiftung die biologische Vielfalt und die Lebensgrundlage für Küstenfischer in Regionen Afrikas, Lateinamerikas und Asiens schützen. Zu diesem Zwecke arbeitet der Blue Action Fund mit Nichtregierungsorganisationen zusammen, um Schutzgebiete auszuweisen, zu managen und eine nachhaltige Nutzung von Küsten- und Meeresressourcen zu unterstützen. Förderprojekte werden im Rahmen von regelmäßig stattfindenden öffentlichen Ausschreibungen ausgesucht.

## Partner
Die Geldgeber des Blue Action Fund sind das Bundesministerium für wirtschaftliche Zusammenarbeit und Entwicklung durch die KfW Förderbank. das Schwedische Außenministerium durch die Swedish International Development Cooperation Agency (Sida), die Agence Française de Développement (AFD), die Norwegian Agency for Development Cooperation (Norad) sowie der Grüne Klimafonds. Zudem ist das IUCN strategischer Partner des Blue Action Fund.

## Struktur
Der Blue Action Fund operiert in Deutschland rechtlich als Stiftung mit Sitz in Frankfurt am Main und verfügt über ein Programmbüro in Berlin.
Die Organe der Stiftung setzen sich zusammen aus dem Vorstand, dem Kuratorium und der Stifterin (Bundesministerium für wirtschaftliche Zusammenarbeit und Entwicklung und KfW Förderbank). Die Mitglieder des Vorstandes 2021 sind Markus Knigge (Exekutiv Direktor und Vorstandsvorsitzender), David Morrison (Stellvertretender Vorsitzender) und Judith Weigand (Mitglied). Die Mitglieder des Kuratoriums 2022 sind Heike Henn (Vorstandsvorsitzende), Stephan Opitz (Stellvertretender Vorsitzender), Helen Ågren (Mitglied) sowie Guillaume Chiron und Stig Traavik (Beisitzer).
Die Stiftung beschäftigt, laut Finanzbericht 2022, neben dem Geschäftsführer sieben weitere Mitarbeiter.

## Geschichte
Der Blue Action Fund wurde 2016 durch das Bundesministeriums für wirtschaftliche Zusammenarbeit und Entwicklung und die KfW Förderbank gegründet. Der Fund ist ein wesentlicher Beitrag zum 10-Punkte-Plan zum Meeresschutz des Entwicklungsministeriums. 2017 wurde der Blue Action Fund bei der ersten Weltozeankonferenz der Vereinten Nationen 2017 als freiwillige Selbstverpflichtung von Deutschland und Schweden registriert.